# Małomice (gmina)
Małomice – gmina miejsko-wiejska w województwie lubuskim, w powiecie żagańskim. W latach 1975–1998 gmina położona była w województwie zielonogórskim.
Siedzibą gminy jest miasto Małomice.
Według danych z 30 czerwca 2004 gminę zamieszkiwało 5518 osób.

## Struktura powierzchni
Według danych z roku 2002 gmina Małomice ma obszar 79,5 km², w tym:
- użytki rolne: 45%
- użytki leśne: 45% (Bory Dolnośląskie)

Gmina stanowi 7,03% powierzchni powiatu.

## Demografia
Dane z 30 czerwca 2004:
| Opis                              | Ogółem | Ogółem | Kobiety | Kobiety | Mężczyźni | Mężczyźni |
| --------------------------------- | ------ | ------ | ------- | ------- | --------- | --------- |
| jednostka                         | osób   | %      | osób    | %       | osób      | %         |
| populacja                         | 5518   | 100    | 2840    | 51,5    | 2678      | 48,5      |
| gęstość zaludnienia (mieszk./km²) | 69,4   | 69,4   | 35,7    | 35,7    | 33,7      | 33,7      |

- Piramida wieku mieszkańców gminy Małomice w 2014 roku[1].

## Sołectwa
Bobrzany, Chichy, Janowiec, Lubiechów, Śliwnik, Żelisław.

## Sąsiednie gminy
Osiecznica, Szprotawa, Żagań

## Miasta partnerskie
- Zeuthen ( Niemcy)